# Internet Research Steering Group
Die Internet Research Steering Group (IRSG; deutsch Internet-Forschungslenkungsausschuss) berät den Leiter der Internet Research Task Force (IRTF) und steuert so die langfristige technologische Entwicklung des Internets. Mitglieder der IRSG sind der Leiter der IRTF, die Leiter der verschiedenen Forschungsgruppen der IRTF sowie weitere Personen aus den entsprechenden Forschungsbereichen.
Die Aufgabe der IRSG ist es, gute Bedingungen für die Forschung zu schaffen.
Neben der beratenden Tätigkeit veranstaltet die IRSG von Zeit zu Zeit Workshops mit Experten der bearbeiteten Themengebiete.